# Акустический доплеровский измеритель течения
Акустический доплеровский измеритель течения (ADCP) — это прибор для измерения профиля течения в водной толще, основанный на доплеровском эффекте. Применяется в океанологии и гидрологии.
Прибор периодически излучает звуковой сигнал определённой частоты, который отражается от планктона и мелких пузырьков воздуха. Измеряя смещение частоты отражённого сигнала относительно частоты базового сигнала и время его прихода, можно получить оценку скорости течения на определённой глубине. Обычно применяют не один, а четыре излучателя звукового сигнала, что увеличивает точность и позволяет определять направление течения.